# Mouctar Diallo
Pour les articles homonymes, voir Diallo.
Mouctar Diallo, de son vrai nom Mamadou Mouctar Diallo, né le 19 février 1975 à Dakar au Sénégal, est un juriste et homme politique guinéen.
Du 26 mai 2018 au 27 janvier 2021, il est le Ministre de la jeunesse et de l'emploi jeune dans le Gouvernement Kassory.
Président du parti Nouvelles forces démocratiques (NFD) qu'il a fondé en janvier 2008 jusqu'en 2025.

## Biographie et Etudes
Originaire de Pita, Mamadou Mouctar Diallo commence ses études supérieures à l'Université Général Lansana Conté de Sonfonia où il sort avec un diplôme de maîtrise en Droit Public.
En suite un master 2 et un doctorat en Science politique à l’Université Cheikh-Anta-Diop de Dakar.

## Carrière professionnelle

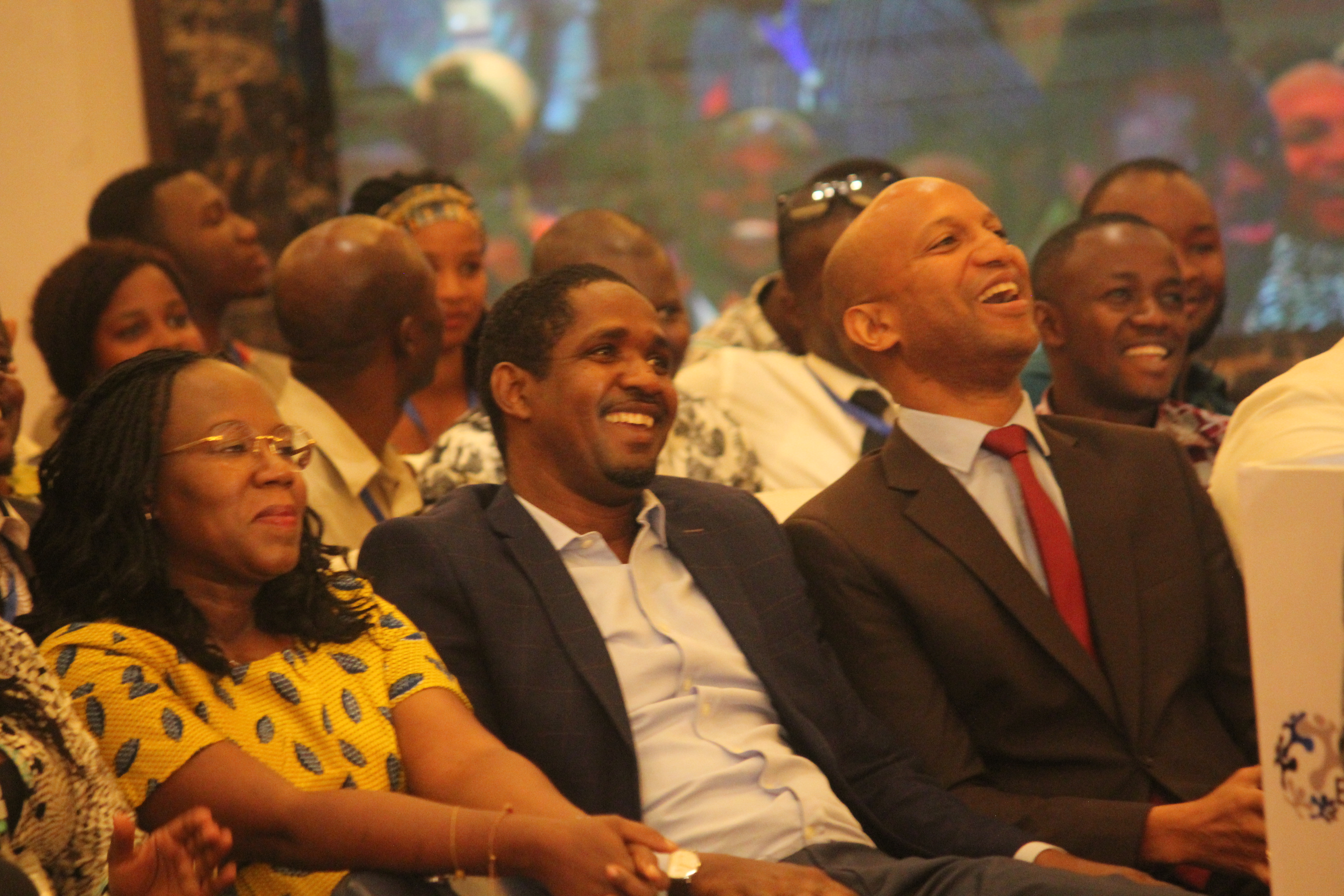
Mouctar Diallo et Gabriel Curtis

Activiste de la société civile guinéenne, il décide en 2008 d'entrer en politique avec la création de son parti les Nouvelles Forces Démocratiques (NFD). 
Il est nommé ministre de l’élevage dans le gouvernement de la transition dirigée par Jean Marie Doré de février en décembre 2010,.
Après l'accession d'Alpha Condé au pouvoir en 2010, il milite dans les rangs de l'opposition jusqu’à son entrée dans le gouvernement Kassory le 26 mai 2018 en tant que ministre de la jeunesse et de l'emploi jeune.
Le 27 janvier 2021, il est remplacé par Assiatou Baldé après sa démission.
Le 7 août 2025, il annonce sa démission a la tête du partie NFD.

## Député
De novembre 2013 en mai 2018, il est député à l’Assemblée Nationale de Guinée.

## Ouvrages
- 2023 ː Mon Engagement, Essai publié aux éditions Tibata Publishing[9].

## Vie privée
Marié et père de 3 enfants.